# Courlon-sur-Yonne
Courlon-sur-Yonne ist eine französische Gemeinde mit 1.191 Einwohnern (Stand: 1. Januar 2022) im Département Yonne in der Region Bourgogne-Franche-Comté; sie gehört zum Arrondissement Sens und zum Kanton Thorigny-sur-Oreuse. Die Einwohner werden Courlonnais genannt. 2012 wurde die Gemeinde als erste des Départements mit dem Label "Village en poésie" ausgezeichnet.

## Geographie
Courlon-sur-Yonne liegt etwa 17 Kilometer nordnordöstlich von Sens an der Yonne. Umgeben wird Courlon-sur-Yonne von den Nachbargemeinden Bazoches-lès-Bray im Norden, Sergines im Osten und Nordosten, Serbonnes im Osten, Villemanoche im Süden und Südosten, Champigny im Süden und Südwesten sowie Vinneuf im Westen.

## Bevölkerungsentwicklung
| Jahr                       | 1962 | 1968 | 1975 | 1982 | 1990 | 1999 | 2006 | 2018 |
| Einwohner                  | 677  | 728  | 710  | 720  | 876  | 988  | 1148 | 1194 |
| Quellen: Cassini und INSEE |      |      |      |      |      |      |      |      |

## Verkehr
Durch das Gemeindegebiet führt die Autoroute A5. 

## Sehenswürdigkeiten

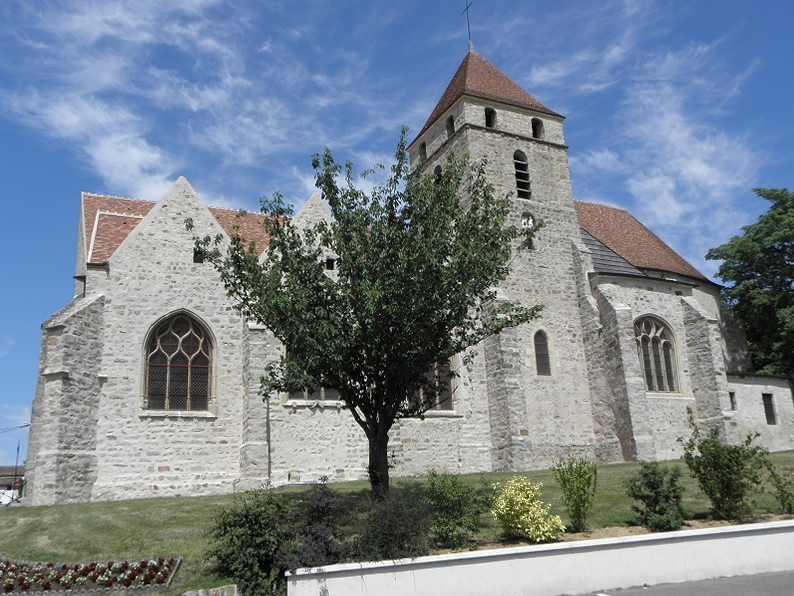
Kirche Saint-Loup

- Kirche Saint-Loup, seit 1912 Monument historique seit 1912
- frühere Ortsbefestigung